# SN 1054

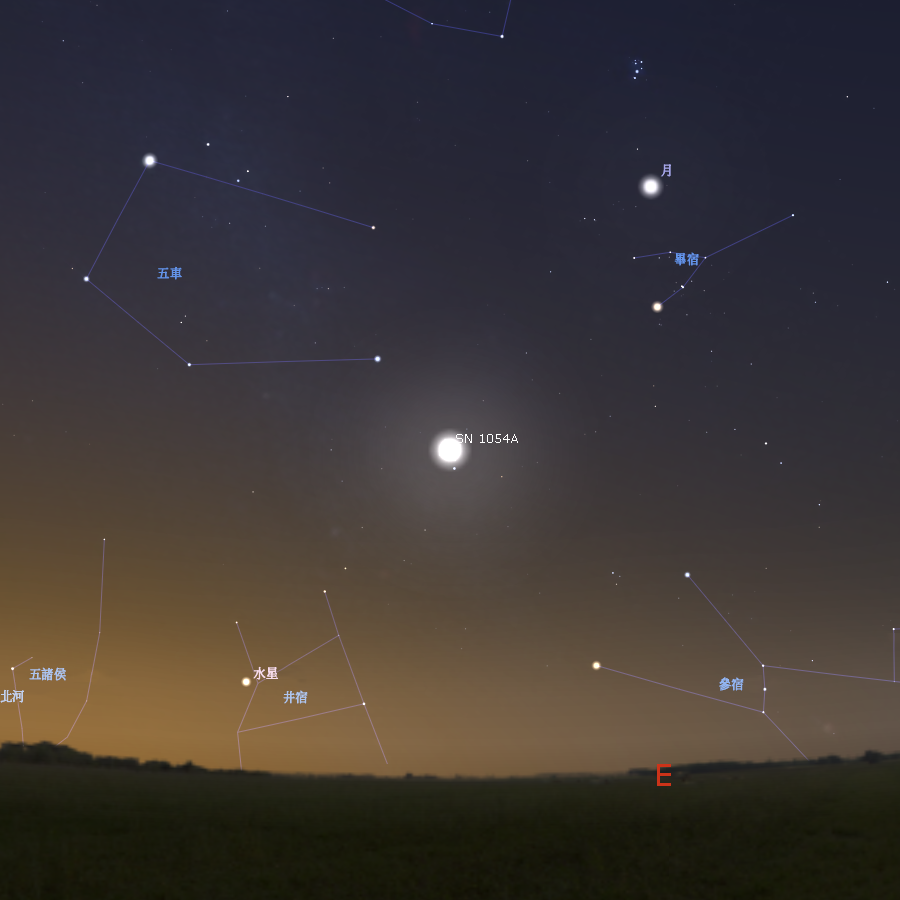
在Stellarium根據《宋史》中的記錄模擬在1054年7月4日凌晨4時半左右於北宋首都開封的夜空。

天關客星（編號：SN 1054），是1054年金牛座內發現的一顆超新星，古代中國和阿拉伯的天文學家在史書中對這顆星留下了詳細的記錄。因該星星突然出現在天關星（金牛座ζ）附近，故名天關客星。

## 記載
|                   | 至和元年五月己丑，出天關東南可數寸，歲餘稍沒。 |
| ——《宋史·天文志》 |                                                |

|                     | 嘉祐元年三月辛未，司天監言：自至和元年五月，客星晨出東方，守天關，至是沒。 |
| ——《宋史·仁宗本紀》 |                                                                            |

|                              | 至和元年五月己丑，客星晨出天關之東南可數寸，嘉祐元年三月乃沒。 |
| ——《續資治通鑒長編》卷一七六 |                                                                |

|                      | 至和元年七月二十二日，守將作監致仕楊維德言：伏睹客星出現，其星上微有光彩，黃色。……嘉祐元年三月，司天監言：客星沒，客去之兆也。初，至和元年五月，晨出東方，守天關，晝見如太白，芒角四出，色赤白，凡見二十三日。 |
| ——《宋會要》卷五十二 | |

|                      | 後冷泉院天喜二年四月中旬以降，丑時客星觜参度見東方，孛天關星，大如歲星。 |
| ——藤原定家《明月記》 |                                                                          |

## 概況
這顆超新星在23天的時間內白天都可以見到，在夜晚可見的時間則持續了一年十個月。據研究，這顆星可能是Ⅱ型超新星，天關客星爆炸後的遺骸形成了蟹狀星雲，在1774年收錄在梅西耶天體列表中成為第1號天體（蟹狀星雲M1,NGC 1952）。
在人类有文字记载的历史上，观测到银河系内的超新星爆发的机会非常少。除了蟹状星云以外，还有被第谷和他的学生开普勒观测到的第谷超新星与开普勒超新星。据天文学家推算，银河系内的超新星爆发平均20-50年出现一次。但是大都发生在银核内部，或者在银盘的另一半完全被银核遮挡。蟹状星云的超新星爆发，恰巧发生在银河系内与太阳同一侧银盘上但是比太阳系更远离银核的外侧。这样的部位发生超新星爆发，从地球上观测完全没有遮挡，但是这样机会就极为罕见。
20世纪早期，对早期间隔数年的星雲照片进行分析表明，它正在不断膨胀。根据其膨胀速度反推可得，该星云在地球上开始可见的时间至少在900年以前。而中国天文学家1054年的记录过在天空的相同区域产生过一颗亮星，甚至白天都可观测到。
近期对历史记载的分析表明，产生蟹状星云的超新星爆发时间为4月或5月上旬，到了7月最亮时视星等升至−7到−4.5之间（比夜空中除了月球以外的任何天体都亮）。该超新星在首次发现大约两年之内都可用肉眼看到。归功于东亚地区和中东地区天文学家1054年记录的观测，蟹状星云成为第一个被确认与超新星爆发有关的天体。